# Frederik van Toscane
Bonifatius IV Frederik van Toscane (†1055) was markgraaf van Toscane tussen 1052 en 1055. Hij was de enige zoon van Bonifatius III van Toscane en Beatrice van Lotharingen en erfde de omvangrijke bezittingen van zijn vader.
Hij was nog minderjarig toen zijn vader in 1052 overleed, waarna zijn moeder Beatrice en stiefvader Godfried II van Lotharingen als regent optraden. In 1055 werd Frederik samen met zijn moeder gevangengenomen door keizer Hendrik III, die hiermee controle wou krijgen over het markgraafschap. Hoewel Hendrik Frederik relatief goed behandelde zou hij toch overlijden, waarna het markgraafschap in de handen kwam van zijn zus, Mathilde van Toscane, die een sleutelrol zou spelen in de Investituurstrijd.